# Kælvning
Kælvning er en dansk dokumentarfilm fra 1980 instrueret af Jens Thøgersen.

## Handling
Koen før, under og efter kælvningen. Der er i filmen specielt lagt vægt på at vise, hvad besætningspasseren skal være opmærksom på, og hvad der kan gøres for at hjælpe koen under kælvningen.